# The land of silence
The land of silence is het twaalfde muziekalbum van Runes Order. Runes Order schoof met dit album richting the meer mainstream in de elektronische muziek. De muziek is nog steeds somber te noemen, maar de extremen zijn eruit. Op dit in de winter van 1993 en lente 1994 opgenomen album is Claudio Dondo ook niet meer de enige musicus; er werden zangers ingehuurd. The land of silence is een verzamelalbum met muziek dat verscheen op eerdere (toen al niet meer verkrijgbare) albums:
- tracks 1, 2, 3, 4, 10 zijn van La seduzione del silenzio
- track 6 van Dawn of new past
- track 8 van New Aeon symbols.

## Musici
- Claudio Dondo – synthesizers, percussie
- Daniele Magarelli – zang 1, 2, 3, 4, 10
- Giancarlo Marotta – slagwerk op 9
- Pat Quest– zang op 7 (ook medegecomponeerd)
- Andrea Campo – zang op 9
- Paola Magarelli – zang overige titels

## Muziek
| Nr. | Titel                          | Duur  |
| --- | ------------------------------ | ----- |
| 1.  | The blade (I see the only way) | 6:06  |
| 2.  | Theme 1                        | 8:12  |
| 3.  | Ombre                          | 4:50  |
| 4.  | Metamorphosi                   | 7:28  |
| 5.  | Tears in the snow              | 4:42  |
| 6.  | Free (for Romix)               | 12:44 |
| 7.  | New golden age (is coming)     | 10:37 |
| 8.  | The land of silence            | 7:16  |
| 9.  | White planet                   | 5:01  |
| 10. | Addio                          | 6:50  |